# 雅克·夏尔·弗朗索瓦·施图姆
雅克·夏尔·弗朗索瓦·施图姆（法語：Jacques Charles François Sturm，1803年9月29日—1855年12月15日），法国数学家。

## 生活与工作
施图姆1803年出生于日内瓦。其家族约于1760年从斯特拉斯堡迁来。1818年，他开始在日内瓦学院听课。1819年，父亲的逝世使施图姆不得不给富家子弟上课以支撑全家。1823年他成为斯泰尔夫人的儿子的家庭教师。
1823年末，施图姆与他学生的家庭在巴黎短期停留。他毅然决定和同学克拉顿一起在巴黎闯天下，在 Bulletin universel 获得职位。1829年，他发现了以他名字命名的定理，这个定理确定了一个数值方程在给定界限之间的实根的个数。
施图姆在1830年革命中得利，他的新教信仰不再是在公立高中任职的障碍。在1830年末，他被任命为洛林学院的数学教授。
他在1836年接替安德烈-玛丽·安培的席位，选为科学院的成员。施图姆于1838年成为 répétiteur，1840年成为综合理工大学校教授。是年，泊松去世后，施图姆被任命为巴黎 Faculté des Sciences 的力学教授。他的著作《Cours d'analyse de l'école polytechnique》 (1857–1863) 与《Cours de mécanique de l'école polytechnique 》(1861)，在他离世后于巴黎出版，并定期重印。
施图姆-刘维尔理论以他与约瑟夫·刘维尔共同冠名。施图姆定理是证明函数实根存在的基本结果。
1826年，施图姆帮助同事让-丹尼尔·克拉顿，第一次测量水中的音速。 （页面存档备份，存于）
施图姆之名位列埃菲尔铁塔上铭刻的七十二人名。

## 荣誉
- 数学大奖（Grand prix de Mathématiques）（1834年12月4日）
- 柏林学院成员（1835年）
- 圣彼得堡学院成员（1836年）
- 荣誉军团勋章（1837年）
- 伦敦皇家学会科普利奖章（1840年）
- 伦敦皇家学会成员（1840年）

## 著作
- Cours d'analyse de l'École polytechnique. Tome premier (Gauthier-Villars, 1877)

- Cours d'analyse de l'École polytechnique. Tome second (Gauthier-Villars, 1877)

- Cours de mécanique de l'École polytechnique (Gauthier-Villars, 1883)